# Marek Citko
Marek Citko (Białystok, 24 marzo 1974) è un ex calciatore polacco, di ruolo centrocampista.

## Carriera

### Club
Nella metà degli anni '90 giocò con il Klub Sportowy Widzew Łódź nelle coppe europee e in Nazionale.
Considerato uno dei giovani più promettenti in patria, nel mirino di grandi club europei, è stato presto frenato da numerosi infortuni.
Proseguì la propria carriera in differenti squadre polacche ed ebbe esperienze in Israele e Svizzera.
Il 29 giugno del 2007 mise fine alla propria carriera.

## Palmarès

### Club

#### Competizioni nazionali
- Campionato polacco: 3

Widzew Łódź: 1995-1996, 1996-1997
Legia Varsavia: 2001-2002
- Supercoppa di Polonia: 1

Widzew Łódź: 1996
- Coppa di Lega polacca: 1

Legia Varsavia: 2002